# Luminiscenca
Luminiscénca ali luminescénca je fizikalni pojav, pri katerem snov, ki ni močno segreta, seva svetlobo; v zvezi s tem se luminiscenci reče tudi hladna svetloba. Natančneje povedano se del prejete energije (preden se porazgubi po snovi v obliki toplote) preoblikuje v obliki svetlobe, ki jo snov oddaja. To omogočajo t. i. luminiscenčni oz. optični centri (aktivatorji), ki povzročajo dodatna, izrazito ločena energijska stanja (izolacijski nivoji), ki se vzpodbudijo z absorpcijo energijo in se nato z emisijo svetlobe ponovno vrnejo v osnovna energijska stanja. Ti aktivatorji so lahko kemične snovi, električno polje, fotoni, točkasti defekti, dislokacije v kristalih ali mehansko obdelovanje.
Dolga leta je bila radioaktivnost mišljena kot ena vrsta radioluminiscence, vendar sta ta pojma danes ločena, saj radioaktivnost ne zajema le elektromagnetnega valovanja.
Dandanes se luminiscenco izrablja predvsem za namene osvetljevanja.

## Vrste luminiscenc
Luminiscence razdelimo med seboj glede na vrsto dovedene energije. Po E.N. Harveyu poznamo 5 glavnih skupin, in sicer luminiscence, inducirane s toploto, sevanjem, električnimi pojavi, strukturnimi prerazporeditvami v trdninah ali s kemijskimi reakcijami. Pri tistih, ki so inducirane s toploto, moramo strogo ločiti od pojava inkandescence, tj. belega žarenja, ki nastane pri visokih temperaturah, kot npr. pri kovinski nitki v žarnici. Glavne vrste luminiscence so torej:
- Elektroluminiscenca
  - Katodna luminiscenca
- Fotoluminiscenca
  - Fluorescenca
  - Fosforescenca
- Kemiluminiscenca (oksiluminiscenca)
  - Bioluminiscenca (organoluminiscenca)
  - Elektrokemiluminicenca
- Mehanoluminiscenca
  - Fraktoluminiscenca
  - Piezoluminiscenca
  - Sonoluminiscenca
  - Triboluminiscenca
- Radioluminiscenca
- Termoluminiscenca

Obstaja še več manj znanih vrst, kot sta kristaloluminiscenca in lioluminiscenca, ki se nanašata na oddajanje svetlobe med kristalizacijo ali razkrojem kristala, po vrstnem redu.

### Elektroluminiscenca
Eléktroluminiscenca nastane pod vplivom močnega električnega polja ali električnega toka (npr. razelektrenje), pri katerem elektroni sproščajo svojo energijo v obliki fotonov. Primer elektroluminiscenčnega materiala je cinkov sulfid.

### Fotoluminiscenca
Fotoluminiscenca je posledica obsevanja snovi s kratkovalovno svetlobo, ultravijoličnimi (UV), rentgenskimi ali gama (γ) žarki, kjer snov zaradi obsevanja absorbira fotone, skoči v višje energijsko stanje in nato odda fotone, pri čemer se zopet vrne v osnovno energijsko stanje. Glavna razlika med fluorescenco in fosforescenco je praktično samo začetek in čas oddajanja absorbirane svetlobe.

### Kemiluminiscenca
Kemiluminiscenca je sevanje za snovi značilne svetlobe kot posledica kemijske reakcije. Navadno sta za pojav potrebna dva reaktanta, poleg tega pa je potreben tudi ustrezen katalizator za potek reakcije. Pri tem nastane vmesni vzbujeni produkt, ki po prehodu v osnovno stanje odda foton določene valovne dolžine. Znana tovrstna reakcija je test z luminolom.

#### Bioluminiscenca
Bioluminiscenca je podtip kemiluminiscence. V osnovi procesa nastopajo substrati, kolektivno imenovani luciferini, v katere se s pomočjo encima luciferaza vgradi kisik (O2), kar povzroči nastanek vzbujenega produkta, ki pri prehodu v osnovno stanje odda foton. Pojav je izrabljen za privabljanje drugih organizmov za namene parjenja ali prehranjevanja, pa tudi za obrambo in komunikacijo. Znani bioluminiscenčni organizmi so kresnice, nekateri kolobarniki in glive ter mnogi morski organizmi (kot so nekateri ožigalkarji in globokomorske ribe).

## Komercialna uporaba
Uporaba je odvisna od tipa oz. vrste luminiscence. Tako se elektroluminiscenco izrablja za osvetlitev zaslonov LCD, ročnih ur, žepnih računal, termostatov in nadzornih plošč pri vozilih, kemiluminiscenco pa pri forenziki za odkrivanje krvi (test z luminolom) in pri kemičnih svetilkah kot vir svetlobe. 
Ena najbolj uporabnih vrst je vsekakor fluorescenca, saj zelo razširjena uporaba fluorescenčnih svetilk, kar torej pomeni, da se pojav na široko izrablja za namene osvetljevanja prostorov. Poleg tega ima izredni pomen v biokemiji in medicini v smislu fluorescenčne mikroskopije, obarvanja in določanja celic, njihovih struktur, DNK in kromosomov.

## Zgodovina
Najstarejša zapisana opazovanja bioluminiscenčnih pojavov v naravi pri kresnicah in kolobarnikih segajo v čas starodavne Kitajske, tj. med letoma 1500 in 1000 pr. n. št. v času vladanja dinastije Shang. Kljub temu opazovanja niso bila usmerjena v raziskovanje in komercialno aplikacijo vse do razcveta alkimije v Evropi med 16. in 17. stoletjem. V tem času so bile filozofske in intelektualne metode, ki so omogočale razumski in materialistični pristop k raziskovanju naravnih pojavov, opuščene, poleg tega pa je bilo raziskovanje usmerjeno v odkrivanje oz. izdelovanja t. i. kamna modrosti (latinsko lapis philosophorum), ki bi bil zmožen pretvoriti nižje, nežlahtne kovine v zlato.
Leta 1602 je Vincenzo Casciarolo, čevljar in ljubiteljski alkimist, odkril t. i. »Bolonjski fosfor« (tudi Bolonjski kamen ali liteofosfor), ki je tako postal prvi objekt raziskovanja luminiscenčnih pojavov. Najpopolnejši opis tega kamna je podal Fortunius Licetus v svojem delu Litheosphorus Sive De Lapide Bononiensi, v katerem je med drugim dejal:
Casciarolo je trdil, da je kamen najprimernejši za proizvodnjo zlata zaradi svoje opazne teže in vsebnosti žvepla. Po izpostavitvi kamna k mnogim procesom rezultat ni bil Aristofanovo Bogastvo, pač pa Svetleči kamen, ki absorbira zlato svetlobo Sonca, kot novi Prometej, ki krade Nebesni zaklad.
Casciarolovi alkimistični pristopi segrevanja in kalcinacije kamna (kemični razkroj do oksidov) so vodili do odkritja njegovih »skrivnostnih in magičnih« zmožnosti kopičenja svetlobe po izpostavitvi žarkom Sonca in oddajanju svetlobe v temi. Casciarolo je kazal »sončni kamen« (lat. lapis solaris) mnogim učenjakom, med drugim tudi Galileu in La Galli, ki je prvi opisal fenomen v delu De Phenomenis in Orbe Lunae leta 1612. Trdil je, da sam neobdelan kamen ne more oddajati svetlobe, pač pa pridobi to po kalcinaciji. Kamen mora torej sprejeti določeno mero ognja in svetlobe, v kateri ostaneta ujeta, in ju počasi začne oddajati, kar je primerljivo z vpijanjem vode v spužvo.
Ovidio Montalbani je po tem objavil kratko poročilo, De Illuminabili Lapide Bononiensi Epistola, v katerem je opisal nastanek različnih barv, ki se jih da pridobiti iz kamna. Pomembna dela, ki so prispevala k razumevanju pojava, so še Litheosphorus Sive De Lapide Bononiensi (Licetus), Magnes Sive De Arte Magnetica in Ars Magna Lucis Et Umbrae, v katerih je Athanasius Kircher razlagal, da je zmožnost fosforja za privabljanje svetlobe podobna privlačnosti med magnetom in železom, ter Optica Philosophia, v katerem je Nicola Zucchi trdil, da sta intenziteta svetlobe, kateri je izpostavljen kamen, in intenziteta oddane svetlobe v premer sorazmerju in da je barva oddane svetlobe enaka ne glede nato, ali je bil kamen osvetljen z belo svetlobo ali pa je svetloba potovala skozi rdečo, rumeno ali zeleno steklo.
Dandanes je znano, da je bil ta Bolonjski kamen pravzaprav barit, mineral barijevega sulfata (BaSO4) v obliki srebrne trdnine z žarkasto razporejenimi nitastimi formacijami. Fenomen, ki ga je odkril Casciarolo, je torej prvo dokumentirano opazovanje anorganske fosforescence.